# Blesila
Blesila (em latim: Blaesilla) é uma santa cristã comemorada pela Igreja Católica, no dia 22 de janeiro.

## Vida e obras
Pertencia à nobreza romana, tendo sido filha de Santa Paula de Roma e do senador Toxócio, e irmã de Santa Eustóquia, de Paulina, de Rufina e de Toxócio. Casou-se, na adolescência, com Fúrio, filho de Ticiana, mas tornar-se-ia viúva apenas sete meses depois do casamento. Aos 20 anos, sepois de recuperar-se de grave enfermidade, dedicou-se a religião. Foi citada em várias epístolas de São Jerônimo e segundo ele Bresila sabia grego e hebreu.
Em 384, Blesila sofreu de uma enfermidade que quase a matou, mas ela conseguiu lentamente se recuperar. Curada, ela adotou o ascetismo de São Jerônimo, o que acabou por enfraquecer novamente a sua saúde e ela terminou prostrada pelo esforço, morrendo quatro meses depois. A maior parte da população de Roma culpou Jerônimo pelo incidente e a mãe de Blesila, Paula, ficou arrasada. Jerônimo acusou-a de sofrer em excesso e insistiu que Blesila não deveria ser pranteada. As ações do santo foram vistas como cruéis e acabaram polarizando a opinião do povo romano contra ele e ele foi logo expulso da cidade sob a acusação oficial, ainda que reconhecidamente injusta, de ter tido "relações impróprias" com Paula.